# Buseong-dong
Buseong-dong (koreanska: 부성동) är en stadsdel i staden Cheonan i provinsen Södra Chungcheong, i den centrala delen av landet, 80 km söder om huvudstaden Seoul. Den ligger i stadsdistriktet Seobuk-gu.

## Indelning
Administrativt är Buseong-dong indelat i:
| Namn    | Namn               | Yta km² | Invånare 31 dec 2020 |
| ------- | ------------------ | ------- | -------------------- |
| 부성1동 | Buseong 1(il)-dong | 12,20   | 46 747               |
| 부성2동 | Buseong 2(i)-dong  | 6,88    | 58 079               |